# Géostatistique non linéaire
La géostatistique non linéaire est la branche de la géostatistique qui étudie les combinaisons non linéaires de la fonction aléatoire étudiée.
Elle regroupe les méthodes d'espérance conditionnelle, du krigeage disjonctif, et les simulations conditionnelles.
En effet, la géostatistique linéaire, notamment le krigeage, fournit l'espérance et l'écart-type conditionnels de la distribution de la fonction aléatoire étudiée connaissant les données, mais pas la distribution elle-même (par exemple les quantiles).

## Anamorphose gaussienne
L'anamorphose gaussienne est la transformation bijective de la fonction aléatoire étudiée Z en une fonction aléatoire de distribution gaussienne Y = Φ(Z), étape préalable à la plupart des méthodes non linéaires.
Une méthode utilise les polynômes d'Hermite :
{\displaystyle H_{0}\left(Y\right)=1~;~H_{1}\left(Y\right)=-Y~;~H_{2}\left(Y\right)={\frac {Y^{2}-1}{\sqrt {2}}};H_{n+1}\left(Y\right)=-{\frac {1}{\sqrt {n+1}}}YH_{n}\left(Y\right)-{\sqrt {\frac {n}{n+1}}}H_{n-1}\left(Y\right)~{\text{pour}}~n>0}
{\displaystyle Z=\sum _{n=0}^{\infty }{\frac {f_{n}}{n!}}H_{n}\left(Y\right)}
{\displaystyle f_{n}=\int zH_{n}\left(y\right)g\left(y\right)\mathrm {d} y} avec g la fonction de densité d'une loi gaussienne centrée réduite
On réalise une approximation à l'ordre n en sélectionnant les termes associés aux coefficients fk, k ∈ ⟦0;n⟧. On peut vérifier :
{\displaystyle f_{0}=\mathbf {E} \left[Z\right]} et {\displaystyle \mathbf {Var} \left[Z\right]=\sum _{n=1}^{\infty }\left(f_{n}\right)^{2}}
La fonction Φ est strictement croissante sur un intervalle dit intervalle pratique [Zmin p ; Zmax p], donc elle y est bijective. On peut prolonger la bijection hors de cet intervalle par interpolation linéaire.

## Espérance conditionnelle
L'espérance conditionnelle de dépasser un seuil s est représentée par l'estimateur :
{\displaystyle \mathbf {E} \left[I_{Z\left(x\right)\geq s}\right]=\mathbf {P} \left[Z\left(x\right)\geq s|Z\left(x_{i}\right)=z_{i}\right]}
où I est la fonction indicatrice.
Elle n'est calculable que si la fonction aléatoire est multigaussienne ; l'espérance conditionnelle suit alors une distribution gaussienne de moyenne le krigeage simple de Z noté ZKS et de variance la variance de krigeage simple de Z notée σKS2.
La procédure est donc de réaliser l'anamorphose de la variable étudiée Z en une variable Y gaussienne, l'analyse variographique puis le krigeage de Y, enfin de considérer :
{\displaystyle \mathbf {P} \left[Z\left(x\right)\leq s\right]=\Phi \left({\frac {s-Z_{\mathrm {KS} }\left(x\right)}{\sigma _{\mathrm {KS} }}}\right)} où {\displaystyle \Phi } est la fonction de répartition normale
De même, un intervalle de confiance peut être construit par :
{\displaystyle \left[\Phi ^{-1}\left(\mathbf {P} \left[Y\left(x\right)\leq s\right]\right)\sigma _{\mathrm {KS} }+Y_{\mathrm {KS} }\left(x\right);\Phi ^{-1}\left(1-\mathbf {P} \left[Y\left(x\right)\geq s\right]\right)\sigma _{\mathrm {KS} }+Y_{\mathrm {KS} }\left(x\right)\right]}
Par exemple, pour un intervalle de confiance à 95%, soit s = 97,5%
{\displaystyle \left[-1,96\sigma _{\mathrm {KS} }+Y_{\mathrm {KS} }\left(x\right);1,96\sigma _{\mathrm {KS} }+Y_{\mathrm {KS} }\left(x\right)\right]}

## Simulations conditionnelles
La technique suppose de réaliser l'anamorphose gaussienne de Z en Y, puis à réaliser un grand nombre de simulations afin d'en étudier les statistiques. Plusieurs méthodes de simulation non conditionnelle de fonction aléatoire de loi spatiale multigaussienne sont possibles : décomposition matricielle, moyennes mobiles discrètes, méthodes spectrales, bandes tournantes, méthode séquentielle, … Le conditionnement s'effectue ensuite simplement par krigeage.
La méthode des bandes tournantes revient à :
- tirer uniformément un nombre déterminé de directions θi de l'espace ;
- effectuer une simulation le long de chaque droite de direction θi selon une covariance Cθi, découlant de la covariance C du problème ;
- remplir tout l'espace à partir de ces valeurs.